# ماركوس توليو تاناكا
ماركوس توليو تاناكا (بالإنجليزية: Marcus Tulio Tanaka) (مواليد 24 أبريل 1981 في بالميراس دي أويستي) لاعب كرة قدم ياباني يلعب حاليا لصالح نادي ناغويا غرامبوس الياباني .

## مسيرته الكروية
لعب ماركوس توليو تاناكا خلال مسيرته الاحترافية مع 5 أندية في ثمانية عشر موسمًا وسجل خلالها 106 هدف ضمن 499 مباراة. حيث فاز في موسمين بالكأس وفي موسمين بالدوري.
خاض ماركوس توليو تاناكا مسيرته مع نادي سانفريس هيروشيما في عامي 2001-2003 ولمدة موسمين، مشاركًا في 39 مباراة سجل خلالها هدفين. ثم انتقل إلى نادي ميتو هوليهوك ما بين عامي 2003 و2004 لمدة موسم واحد، حيث شارك في 42 مباراة سجل خلالها 10 أهداف. لينتقل بعدها إلى نادي أوراوا رد دايموندز في موسم 2004 ليلعب معه ستة مواسم، مشاركًا في 168 مباراة سجل خلالها 37 هدفًا. ثم انتقل إلى نادي ناغويا غرامبوس في موسم 2010 ليلعب معه سبعة مواسم، مشاركًا في 188 مباراة سجل خلالها 38 هدفًا. هذا وانتقل لاحقًا إلى نادي كيوتو سانغا في عامي 2017-2019 ولمدة موسمين، مشاركًا في 62 مباراة سجل خلالها 19 هدفًا.

## روابط خارجية
- ماركوس توليو تاناكا على موقع الاتحاد الدولي (مؤرشف)  (الإنجليزية)
- ماركوس توليو تاناكا على موقع رابطة كرة القدم اليابانية للمحترفين (اليابانية)
- ماركوس توليو تاناكا على موقع إي إس بي إن إف سي (الإنجليزية)
- ماركوس توليو تاناكا على موقع قاعدة بيانات كرة القدم.إي يو (الإنجليزية)
- ماركوس توليو تاناكا على موقع ناشيونال فوتبول تيمز (الإنجليزية)
- ماركوس توليو تاناكا على موقع Soccerway.com (الإنجليزية)
- ماركوس توليو تاناكا على موقع عالم كرة القدم.نت (الإنجليزية)
- ماركوس توليو تاناكا على موقع كووورة
- ماركوس توليو تاناكا على موقع أوليمبيديا (الإنجليزية)